# 班巴斯區
班巴斯區（西班牙語：Distrito de Bambas），是秘魯的一個區，位於該國北部安卡什大區的科龍戈省，始建於1940年10月5日，面積151.13平方公里，海拔高度2,975米，2005年人口513，人口密度為每平方公里3.4人。